# 宮崎ゆい
宮崎 ゆい（みやざき ゆい、10月14日 - ）は、日本の漫画家。高知県出身。血液型はO型。
2009年から小学館の『Sho-Comi』にて執筆中。作品は主に4コマギャグ漫画である。

## 来歴・人物
2009年、『Sho-Comi』増刊2月14日号にて「入部希望!」でデビュー。
『Sho-Comi』へ投稿を始めたのは自身が高校3年生の頃で、初投稿作品は「そんな日々」。
自分では恋愛要素をたくさん盛り込んだつもりの4コマ漫画だったが、審査の評価では「恋愛を描きましょう」という結果だった。
その後の2作目の「入部希望!」も同じ評価内容でデビューには至らず、3作目で2作目に投稿した「入部希望!」を同タイトルのまま新しくした作品でもう一度『Sho-Comi』漫画アカデミアへ投稿をし、デビューに至る。
3作目の「入部希望!」と同時期に新人コミック大賞へも「青春賛歌」という作品で投稿していたが、この作品は「何の結果もなかった」と述べている。
『Sho-Comi』でデビューとなったが、『Sho-Comi』自体は一度も購入したことがなく、自身が中学生の頃、同雑誌漫画家・池山田剛の『GET LOVE!!〜フィールドの王子さま〜』を読み、「こんな少女漫画があったんだ」と初めてその存在を知ることとなり、衝撃だったと語っている。
また『週刊少年ジャンプ』（集英社）の漫画家、ミヨカワ将は大学時代の同級生である。

## 作品一覧
- そんな日々（初投稿、未発表作品）
- 入部希望!（デビュー作）
- GO!GO!松五郎
- となりのオバケ事情
- お嬢さまと執事さま!?
- カカオのちから
- ペペロン!!（2011年『Sho-Comi』1号から連載中で、初連載作品）